# Meaford Hall (Staffordshire)
Pour les articles homonymes, voir Meaford.
Meaford Hall est une maison de campagne datant du XVIIe siècle située dans le Staffordshire, en Angleterre à proximité de la ville de Stone. La rivière Trent traverse le parc attenant à la propriété. Le long de la rivière se trouvent une tourrette ronde et une demi-tourrette à trois faces.
Le bâtiment, classé Grade II*, est long de 156 pieds (47,5 m) et large de 45 pieds (13,7 m) avec un vaste sous-sol, rez-de-chassée et premier étage. La propriété se compose de deux bâtiments possédant chacun une pièce de réception, une salle de travail et une chambre. Le sous-sol abrite une salle des actes, une cave à vin, deux caves à bière et un cellier.
Le domaine, dont l'existence remonte au VIIIe siècle, est acquis par William Jervis de Chatcull à la fin du XVIIe siècle et reste le berceau de la famille Jervis pendant près de 250 ans.
Meaford Hall joue un rôle dans la rébellion des « Quarante-Cinq » menée par le prince Charles Édouard Stuart dit le « Jeune Prétendant ». Swinfen Jervis est placé à la tête de 70 soldats et attendit un combat qui n'eut jamais lieu.
Meaford Hall est le lieu de naissance de l'amiral John Jervis, par la suite titré 1er comte de Saint-Vincent, héros de la victoire sur la flotte espagnole bataille du cap Saint-Vincent en 1797.
La propriété est agrandie et modernisée par Lady Forester, fille d'Edward Jervis Jervis, 2e vicomte de Saint-Vincent à la fin du XIXe siècle mais elle est vendue en 1943. Par la suite, elle est successivement occupée par les forces armées des États-Unis pendant la Seconde Guerre mondiale, reconvertie en école avant de servir de siège social à l'entreprise Percy Bilton Ltd. Après une période d'abandon, la propriété est restaurée et rouverte le 14 février 1997 pour le bicentenaire de la bataille du cap Saint-Vincent.
Acquise par Craig Johnson, ce dernier réalise un certain nombre d'aménagements, au nombre desquels la construction d'un centre de loisirs. En avril 2008, Johnson fait partie des 21 personnes incarcérées pour un carousel de TVA d'un montant de 138 m£, et condamnée à un total cumulé de 133 années d'emprisonnement - l'un des plus importants détournement de fonds publics mis au jour par une enquête des Douanes britanniques. En novembre 2008, Johnson est condamné à payer 26 m£ à HM Revenue and Customs, dont 8 m£ dans les 12 mois - dont une partie provient de la vente de Meaford Hall.